# Mandat de acces deschis
Un mandat cu acces deschis este o politică adoptată de o instituție de cercetare, un finanțator de cercetare sau un guvern care solicită sau recomandă cercetătorilor – de obicei profesori universitari sau personal de cercetare și/sau beneficiari ai granturilor de cercetare – să își transforme articolele și conferințele publicate, evaluate de colegi în lucrări cu acces deschis prin auto-arhivarea proiectelor finale, revizuite de colegi, într-un depozit instituțional sau disciplinar accesibil gratuit („Green OA”) sau prin publicarea lor într-o jurnal cu acces liber („Gold OA” ) sau ambele.
Printre universitățile care au adoptat mandate de acces deschis pentru facultate se numără Universitatea Harvard, Massachusetts Institute of Technology, University College London, Queensland University of Technology, Universitatea Minho (Portugalia), Universitatea Liège și ETH Zürich. Printre organizațiile de finanțare care au adoptat mandate de acces deschis pentru beneficiarii de granturi se numără National Institutes of Health (cu Politica de acces public NIH), Research Councils UK, Wellcome Trust și European Research Council. Pentru un index complet al mandatelor de acces deschis instituționale și ale finanțatorilor adoptate până în prezent, consultați Registrul politicilor de arhivare obligatorie cu acces deschis (ROARMAP).

## Caracteristici
Mandatele cu acces deschis pot fi clasificate în mai multe moduri: după tipul de organizație mandatară (instituție angajatoare sau finanțator de cercetare), după locație (instituțională sau instituție-externă) și momentul depunerii în sine (imediat, întârziat), după timp ( imediată, întârziată) la care depozitul se face acces deschis și dacă există sau nu un contract implicit de păstrare a drepturilor de autor (și dacă se poate renunța la acesta). Tipurile de mandate pot fi, de asemenea, comparate în ceea ce privește puterea și eficacitatea (în ceea ce privește volumul anual, proporția și momentul depozitelor, raportat la producția anuală totală de articole, precum și timpul în care accesul la depozit este stabilit ca acces deschis.  Mandatele sunt clasificate și clasate de unele dintre aceste proprietăți din MELIBEA. 